# フェロポーチン
フェロポーチン (Ferroportin) は、SLC40A1遺伝子によってコードされるタンパク質。細胞膜に存在し、細胞の内側から外側へ鉄イオンを輸送する機能を持つ膜貫通タンパク質である。

## 生化学
鉄イオン排出時の生化学反応
Fe2+/Mn2+ (in) + nH+ (out) ⇌ Fe2+/Mn2+ (out) + nH+ (in)